# Гатифлоксацин
Гатифлоксаци́н — антибіотик з групи хінолони/фторхінолони IV покоління для перорального і парентерального застосування. Гатифлоксацин розроблений компанією «Bristol-Myers Squibb», та впроваджений у клінічну практику у 1999 році під торговою  маркою «Теквін». Проте у 2006 році компанія-розробник оригінального гатифлоксацину припинила випуск препарату та передала права на оригінальний препарат японській компанії «Kyorin», одною із головних причин чого могла бути значна кількість побічних ефектів препарату. У 2011 році випуск препарату також припинений в Індії у зв'язку із значною кількістю побічних ефектів препарату.

## Фармакологічні властивості
Гатифлоксацин — синтетичний антибіотик з групи фторхінолонів IV покоління. Діє бактерицидно, порушуючи синтез ДНК в бактеріальних клітинах. Препарат має широкий спектр антибактеріальної дії. До гатифлоксацину чутливі наступні збудники: стафілококи, стрептококи, клебсієли, легіонелли, Haemophilus spp., Enterobacter spp., Bordetella pertussis, Corynebacterium diphtheriae, Moraxella catarrhalis, Escherichia coli, Neisseria gonorrhoeae, Proteus spp., Providencia spp., Morganella morganii, Helicobacter pylori, Pseudomonas spp., клостридії та інші анаероби, мікоплазми, рикетсії, хламідії, туберкульозна паличка.

### Фармакодинаміка
Гатифлоксацин добре всмоктується з шлунково-кишкового тракту, біодоступність препарату при прийомі всередину становить 96 %. Максимальна концентрація в крові досягається через 1 годину після внутрішньовенного введення гатифлоксацину, при пероральному прийомі — через 1-2 години. Препарат створює високі концентрації у більшості тканин і рідин організму. Найбільші концентрації створюються в легенях, слизовій оболонці бронхів, пазухах носа, в шкірі, простаті, жовчі, матці, міометрії, яєчниках, сім'яній рідині, альвеолярних макрофагах. У незначній кількості (~1 %) гатифлоксацин біотрансформується в печінці. Препарат проникає через плацентарний бар'єр, виділяється в грудне молоко. Період напіввиведення препарату становить 7-14 годин, при нирковій недостатності цей час може збільшуватись. Виводиться гатифлоксацин нирками, переважно в незміненому вигляді.

## Показання до застосування
Гатифлоксацин застосовують при інфекціях, які спричинюють чутливі до препарату мікроорганізми: інфекції дихальних шляхів (бронхіти, пневмонії, синусити), інфекції нирок і сечових шляхів (пієлонефрит, цистит, простатит), гонорея, туберкульоз (резистентні форми); місцево (у вигляді очних крапель) — для лікування бактеріальних кон'юнктивітів. У клінічних дослідженнях показано ефективність застосування гатифлоксацину у комплексному лікуванні хворих на деструктивний апендицит.

## Побічна дія
При застосуванні гатифлоксацину можливі наступні побічні ефекти:
- Алергічні реакції — нечасто (0,1—3 %) висипання на шкірі, свербіж шкіри, фотодерматоз, бронхоспазм, гарячка, набряк Квінке, синдром Стівенса-Джонсона, анафілактичний шок.
- З боку травної системи — часто (більше 3 %) нудота, діарея; нечасто (0,1—3 %) блювання, біль у животі, закреп, печія, здуття живота, кандидоз ротової порожнини, гастрит, глосит, панкреатит, гепатит, холестатична жовтяниця; рідко (менше 0,1 %) псевдомембранозний коліт, ґінґівіт, неприємний запах із рота. У США зафіксовано 27 випадків тяжких порушень функції печінки, 11 з яких закінчилися летально.[3]
- З боку нервової системи — часто (більше 3 %) головний біль, головокружіння; збудження, неспокій, тривога; рідко (менше 0,1 %) судоми, безсоння, сонливість, парестезії, кошмари, тремор, депресія нейропатія.
- З боку серцево-судинної системи — нечасто (0,1—3 %) тахікардія, периферичні набряки, біль в грудній клітці, вазоділятація, артеріальна гіпотензія або гіпертензія, подовження інтервалу QT на ЕКГ. Згідно постмаркетингових досліджень гатифлоксацину, частота шлуночкової аритмії при застосуванні препарату складає 18 випадків на 10 мільйонів проданих упаковок, що більше, чим у таких представників фторхінолонів, як моксифлоксацин, ципрофлоксацин, левофлоксацин. Летальних випадків, пов'язаних із порушенням ритму та провідності, при застосуванні гатифлоксацину зареєстровано не було.[3]
- З боку ендокринної системи — гіпо- або гіперглікемія. Зміни концентрації цукру в крові серед фторхінолонів спостерігаються найчастіше у гатифлоксацину та складають 24 % побічних ефектів цього антибіотику (у порівнянні до 1,8 % серед інших препаратів цієї групи), і спостерігаються у 477 випадках на 10 мільйонів виписаних рецептів.[3]
- З боку опорно-рухового апарату — нечасто (0,1—3 %) артралгії, міалгії, тендовагініти, розриви сухожиль.
- З боку сечовидільної системи — нечасто (0,1—3 %) дизурія; рідко (менше 0,1 %) транзиторний інтерстиціальний нефрит, кристалурія, гематурія, гостра ниркова недостатність.
- Зміни в лабораторних аналізах — рідко (менше 0,1 %) нейтропенія, тромбоцитопенія, підвищення протромбінового часу, підвищення або зниження рівня цукру в крові, збільшення активності амілази в сечі, збільшення рівня білірубіну, сечовини і креатиніну в крові, збільшення активності амінотрансфераз і лужної фосфатази в крові.

## Протипоказання
Гатифлоксацин протипоказаний при підвищеній чутливості до фторхінолонів, цукровому діабеті, при вагітності та годуванні грудьми, дітям до 18 років. При застосуванні з препаратами, що збільшують тривалість інтервалу QT (цизаприд, еритроміцин, антипсихотичні препарати, антидепресанти, аміодарон, соталол, хінідин, прокаїнамід) зростає ризик шлуночкових аритмій.

## Форми випуску
Гатифлоксацин випускається у вигляді флаконів для внутрішньовенних ін'єкцій по 50, 100 і 200 мл (на 100 мл розчину — 400 мг препарату); таблеток по 0,2 і 0,4 г; очних крапель по 5 мл 0,3 % розчину.
Входить до складу комбінованого препарату «Стіллат» (гатифлоксацин з орнідазолом).